# Dêqên (huyện)
Dêqên (tiếng Trung: 德钦县; bính âm: Déqīn Xiàn, Hán Việt: Đức Khâm huyện, chữ Tạng: བདེ་ཆེན་རྫོང་; Wylie: dge chen rdzong; ZWPY: Dêqên Zong là một huyện thuộc châu tự trị dân tộc Tạng Dêqên, tỉnh Vân Nam, Trung Quốc. Trong tiếng Tạng, tên huyện và châu có cùng tên và chuyển tự theo bính âm Tây Tạng là "Dêqên". Tuy nhiên, trong tiếng Hán, tên châu là "Địch Khánh" (迪庆 Díqìng) và tên huyện là "Đức Khâm".

## Hành chính
Huyện Dêqên được chia thành 8 đơn vị hành chính cấp hương gồm 2 trấn, 4 hương và 2 hương dân tộc.
- Trấn: Thăng Bình (升平镇), Bôn Tử Lan (奔子栏镇)
- Hương: Phật Sơn (佛山乡), Vân Lĩnh (云岭乡), Yến Môn (燕门乡), Dương Lạp (羊拉乡)
- Hương dân tộc của người Lật Túc: Tha Đính (拖顶傈僳族乡), Hà Nhược (霞若傈僳族乡)

## Giao thông
- Quốc lộ 214

Huyện Dêqên chỉ có thể tiếp cận được sau nhiều ngày đi xe khách từ Côn Minh đi lên phía bắc theo hành trình Côn Minh-Đại Lý-Shangri-La-Dêqên.